# Blind Sight
Blind Sight is een Nederlandse metalband. Hun muziekstijl wordt beschreven als Melodic metalcore met thrashmetal invloeden. Voornaamste inspiratiebron voor de band zijn metalbands zoals Soilwork, Trivium, Killswitch Engage en Machine Head.

## Geschiedenis
Blind Sights debuutalbum The Tenderstrike Salvation uit 2006 werd erg goed ontvangen door zowel de nationale als internationale metalwereld en zorgde voor een vliegende start met tournees door Europa, het Verenigd Koninkrijk en Azië met o.a. Hatebreed, The Black Dahlia Murder en Avenged Sevenfold plus vele clubshows in eigen land en optredens met bekende metalbands als Slayer, Mastodon, Trivium en Machine Head.
Vanaf 2010 kwam het tot een jarenlange periode van inactiviteit waarin de muzikanten zich aan andere projecten wijdden, maar in 2018 verscheen opnieuw een album van de groep, March of the Clowns.

## Discografie
- 2004 - Lies in Conviction (ep)
- 2006 - The Tenderstrike Salvation
- 2018 - March of the Clowns